# Geislergruppe

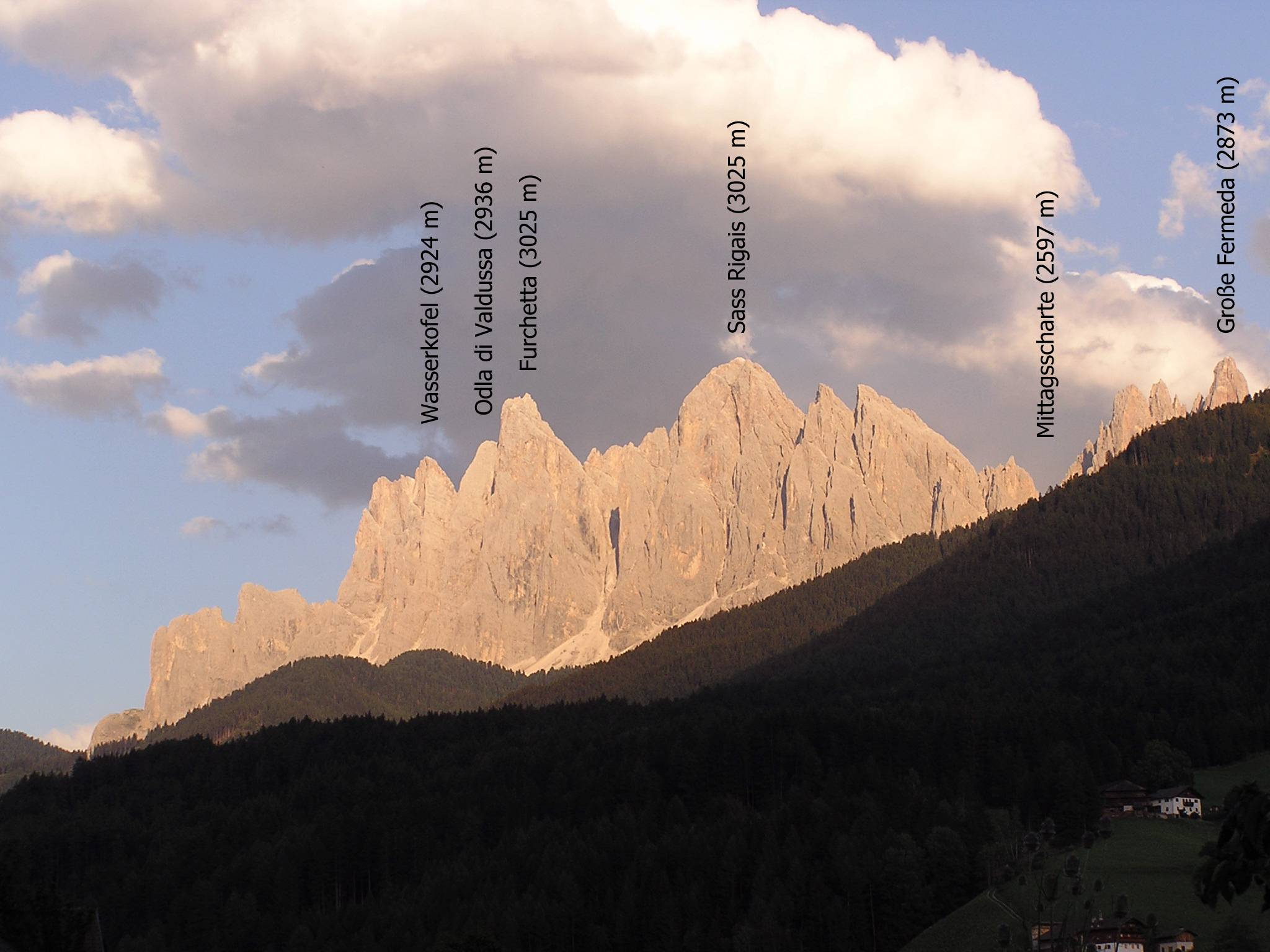
Ansicht der Geisler von Villnöß aus

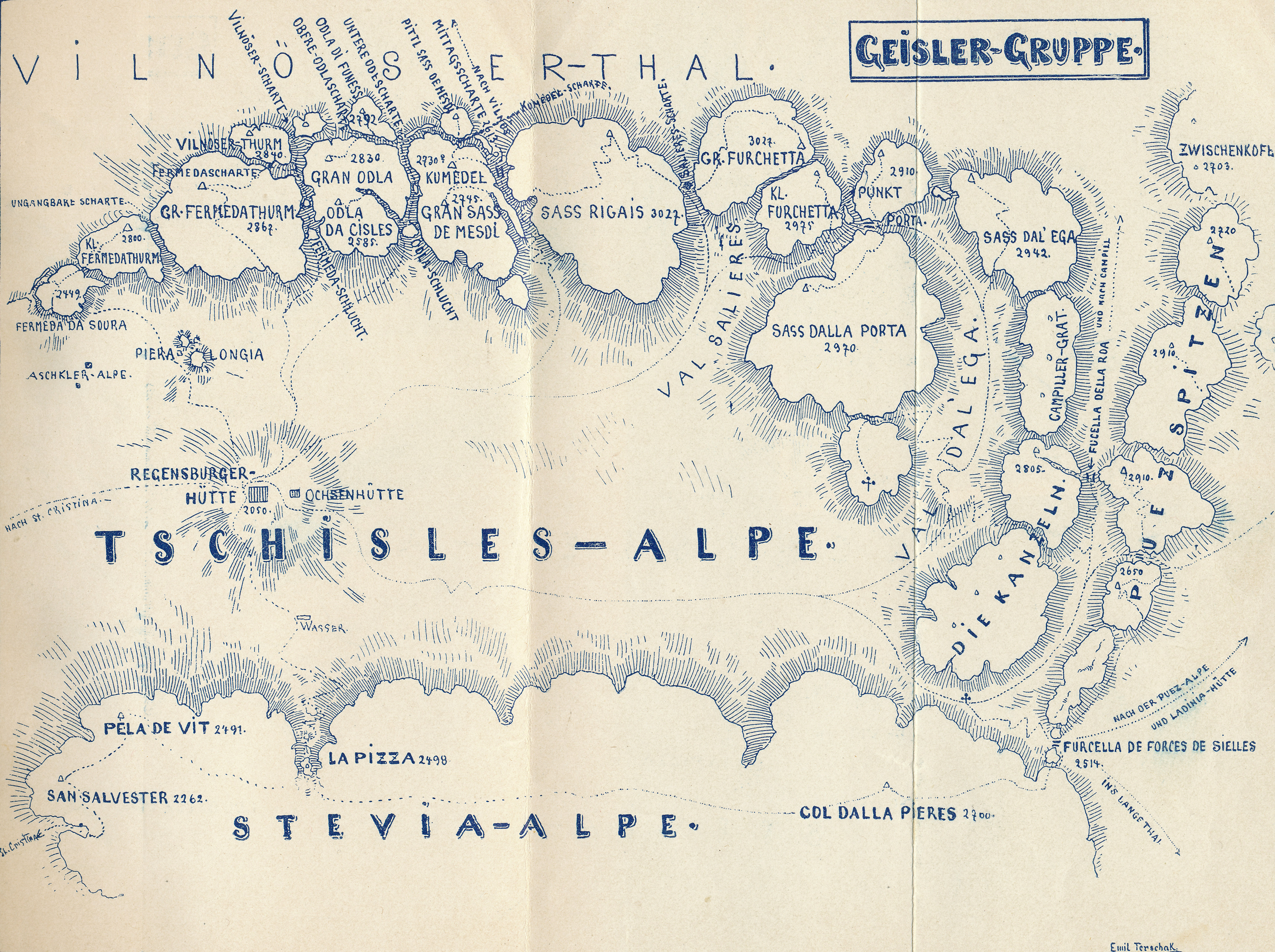
Aus Emil Terschak: Illustrierter Führer durch die Grödener Dolomiten

Die Geislergruppe (italienisch Gruppo delle Odle, ladinisch Odles) ist eine Gebirgsgruppe der Dolomiten, die den Kamm zwischen Villnöß und Gröden in Südtirol (Italien) bildet. Die Geislergruppe liegt zu großen Teilen im Naturpark Puez-Geisler. Als Hauptgipfel gilt der Sass Rigais (3025 m) im östlichen Teil des Gebirges.

## Lage und Umgebung
Die Geislergruppe wird im Süden von Gröden, im Norden von Villnöß und im Westen vom Eisacktal begrenzt. Im Osten stellt die Roa-Scharte (ladinisch Furcela dla Roa) den Übergang zur Puezgruppe dar, von der sie weiters durch den Cislesbach getrennt und mit der sie oft als Puez-Geisler-Gruppe zusammengefasst wird. Im Nordosten trennt das Kreuzjoch (ladinisch Furcela de Munt de Furćia), das Villnöß mit dem Campilltal verbindet, die Geislergruppe von der Peitlerkofelgruppe.

## Gliederung

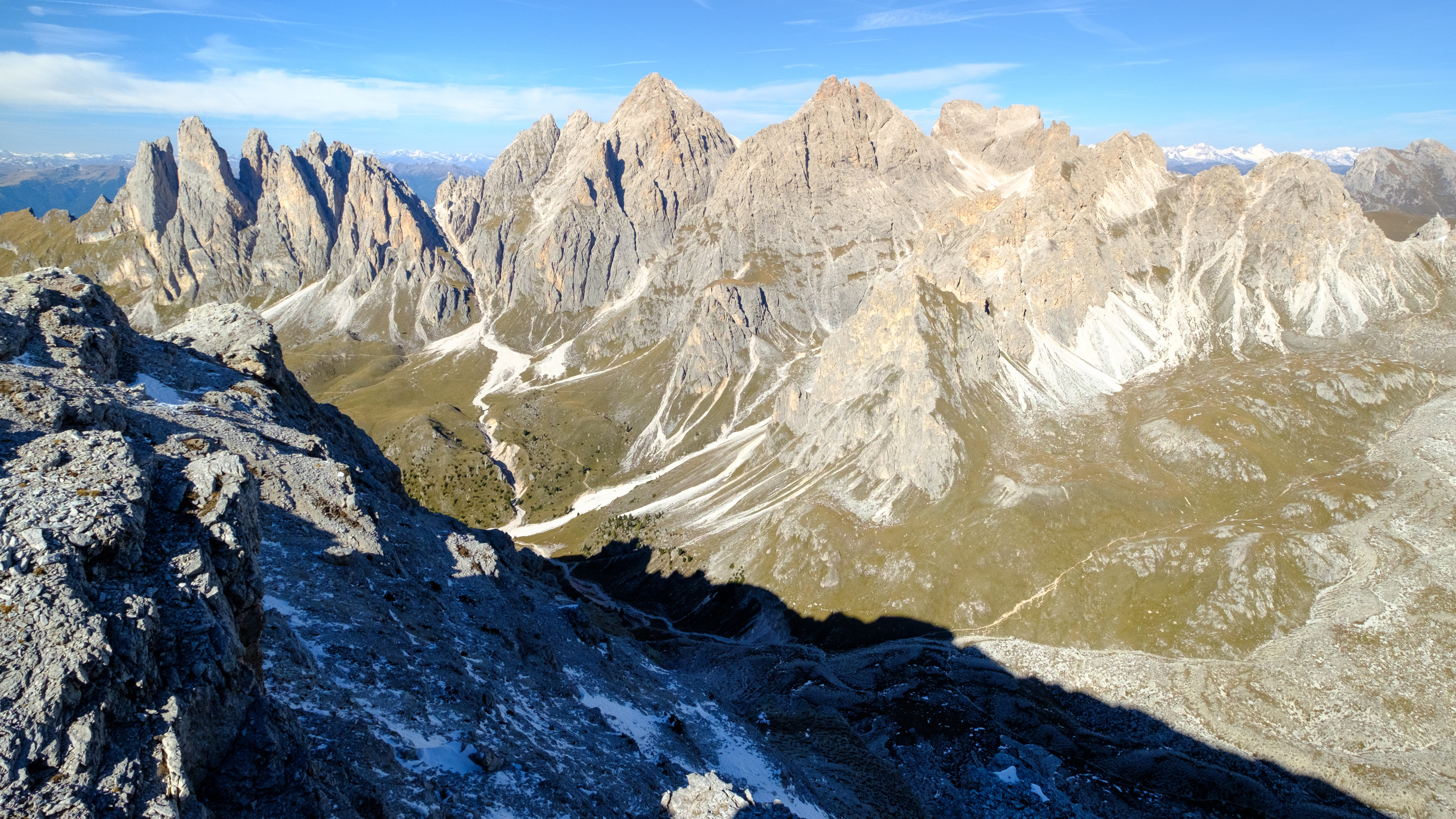
Geislergruppe vom Col dala Pieres

Die Geislergruppe lässt sich intern in zwei Teile gliedern: die hohen und markanten Geisler (auch Geislerspitzen oder Villnößer Geisler) östlich der Pana-Scharte und die mäßig ausgeprägten Ausläufer nach Westen zum Eisacktal hin.

### Geisler
Innerhalb der Geisler (oder Geislerspitzen) lässt sich im Westen eine Berggruppe, die auf Ladinisch Odles, also Nadeln genannt werden, durch die Mesdì-Scharte (Mittagsscharte) von der Hauptgruppe um den Sass Rigais gut abgrenzen. Die Odles beginnen im Westen an der Pana-Scharte (2447 m) und bestehen aus der Unteren und der Oberen Fermeda, der Kleinen (2814 m) und der Großen Fermeda (2873 m), dem etwas nördlich gelegenen Villnößer Turm (2834 m), der weiter südlich befindlichen Odla de Cisles (2780 m), der Gran Odla (Geislerspitze, 2832 m), weiter nördlich der Villnößer Odla (2800 m) und schließlich, von der steilen und engen Odles-Scharte getrennt, dem Sas de Mesdì (2762 m) mit dem Bergvorsprung Cumedel (2738 m).
Östlich der Mesdì-Scharte befindet sich die Hauptgruppe der Geislerspitzen mit dem Sass Rigais. Von diesem durch einen engen Bergschlitz getrennt schließen die Große Furchetta (3025 m) und Kleine Furchetta (2975 m), mit dem Torkofel (Sas dla Porta, 2967 m) das sagenumwobene Wasserrinnental nördlich und östlich ab. Östlich der Kleinen Furchetta setzen sich die Geislerspitzen mit der Odla de Valdusa (2936 m) und dem Wasserkofel (Sas dal Ega) (2924 m) fort.  
Der Torkofel westlich, die Odla de Valdusa und der Wasserkofel nördlich, der Campiller Grat und die fünf Kanzeln (2787 m) östlich grenzen ein weiteres Tal, das Mont-dal-Ega-Tal ab. Über die Wasserscharte (Furcela de Mont dal Ega) (2638 m) zwischen Campiller Grat und Hoher Kanzel gelangt man über das Campilltal ins Gadertal. 
Weiter östlich der Kanzeln endet ein drittes Tal im Norden an der Roa-Scharte (2616 m, auch Campiller Joch) mit dem Campiller Grat (Cresta de Longiarü) westlich und dem bereits zur Puezgruppe gehörenden Piz Duleda (2908 m) östlich. Auch die Roascharte führt in das Campilltal.
Das Wasserrinnental, das Val-dal-Ega-Tal und das Roatal verlaufen parallel nach Süden und sind jeweils durch den Torkofel und die Kanzeln getrennt. Sie münden auf Forces de Siëlles und der Cislesalpe. Im Osten hebt sich das Forces-de-Siëlles-Tal zur Forces-de-Siëlles-Scharte (2514 m), die ins Puezgebiet führt.

### Westliche Ausläufer
Westlich an die Pana-Scharte anschließend befindet sich mit der Seceda (2518 m) der höchste Gipfel der westlichen Ausläufer der Geislergruppe, die von hier in einem langen, zu großen Teilen bewaldeten Kamm zum Eisacktal hin abfallen. Über die Waldgrenze reichen in diesem wenig ausgeprägten Gebirgszug nur noch die Raschötzer Almen hinauf, sowie der gleich bei der Seceda abzweigende und nach Süden gegen Gröden vorgeschobene Pitschberg.

## Etymologie
Die Gruppe ist nach der Geislerspitze (Gran Odla) benannt. Diese wiederum verdankt ihren Namen mit einiger Wahrscheinlichkeit einem jedoch nicht nachweisbaren Grundbesitzer namens Geisel, was eine Kurzform von Giselher ist.